# Лас-Пальмас-де-Гран-Канарія
Лас-Пальмас-де-Гран-Канарія (ісп. Las Palmas de Gran Canaria, МФА: [las ˈpalmaz ðe ɣɾaŋ kaˈnaɾja]), широко відоме як Лас-Пальмас (ісп. Las Palmas) — столиця (разом з містом Санта-Крус) і найбільше місто іспанської автономної спільноти Канарські острови. Населення міста станом на 2008 рік становило 381 тис. мешканців або близько 43 % населення острова Гран-Канарія. Агломерація міста нараховує від 635 до 740 тис. мешканців (залежно від джерела та визначення), що ставить її на від 5 до 10 місця за розміром у країні. Місто розташоване на північному сході острову Гран-Канарія, приблизно за 150 км від узбережжя Африки.

## Клімат
Клімат Лас-Пальмасу тропічний пустельний, але сильна спека тут буває рідко, і тільки під час надходження гарячого повітря з Сахари. Холодна Канарська течія охолоджує місто, одночасно знижуючи кількість опадів, у результаті чого тут за рік їх випадає не більше 100 мм. Міжсезонні коливання, завдяки Азорському антициклону, є невеликими.
| Клімат Лас-Пальмас       | Клімат Лас-Пальмас | Клімат Лас-Пальмас | Клімат Лас-Пальмас | Клімат Лас-Пальмас | Клімат Лас-Пальмас | Клімат Лас-Пальмас | Клімат Лас-Пальмас | Клімат Лас-Пальмас | Клімат Лас-Пальмас | Клімат Лас-Пальмас | Клімат Лас-Пальмас | Клімат Лас-Пальмас | Клімат Лас-Пальмас |
| Показник                 | Січ.               | Лют.               | Бер.               | Квіт.              | Трав.              | Черв.              | Лип.               | Серп.              | Вер.               | Жовт.              | Лист.              | Груд.              | Рік                |
| Середній максимум, °C    | 21                 | 21                 | 22                 | 22                 | 23                 | 25                 | 27                 | 27                 | 27                 | 26                 | 24                 | 22                 | 23,9               |
| Температура води, °C     | 19                 | 18                 | 18                 | 18                 | 19                 | 20                 | 21                 | 22                 | 23                 | 23                 | 21                 | 20                 | 20,1               |
| Норма опадів, мм         | 18                 | 24                 | 14                 | 7                  | 2                  | 0                  | 0                  | 0                  | 10                 | 13                 | 18                 | 27                 | 133                |
| ------------------------ | ------------------ | ------------------ | ------------------ | ------------------ | ------------------ | ------------------ | ------------------ | ------------------ | ------------------ | ------------------ | ------------------ | ------------------ | ------------------ |
| Джерело: Погода і клімат |                    |                    |                    |                    |                    |                    |                    |                    |                    |                    |                    |                    |                    |

## Релігія
- Центр Канарської діоцезії Католицької церкви.

## Особистості
- Беніто Перес Гальдос — іспанський письменник.
- Кіра Міро — іспанська акторка театру і кіно.
- Хосе Мануель Сорія — іспанський політик.

## Фотографії

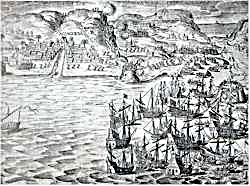
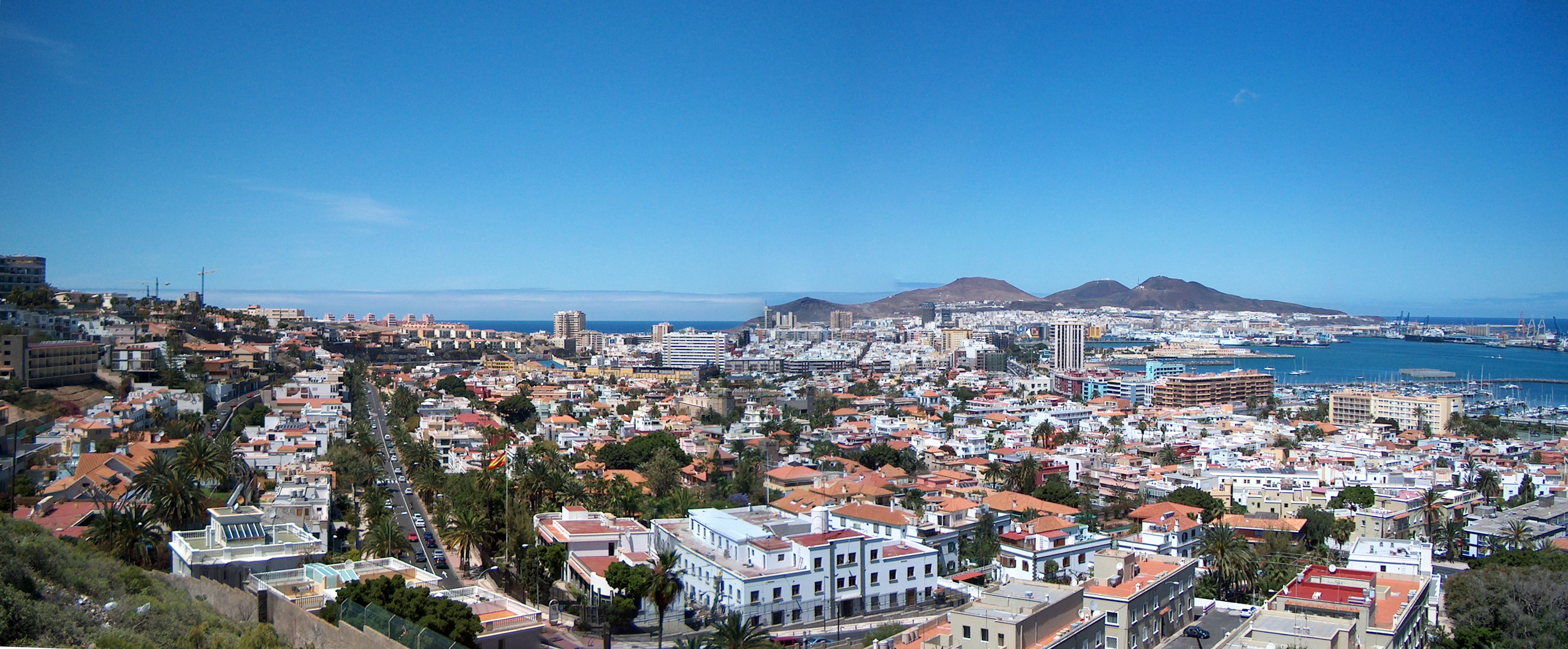
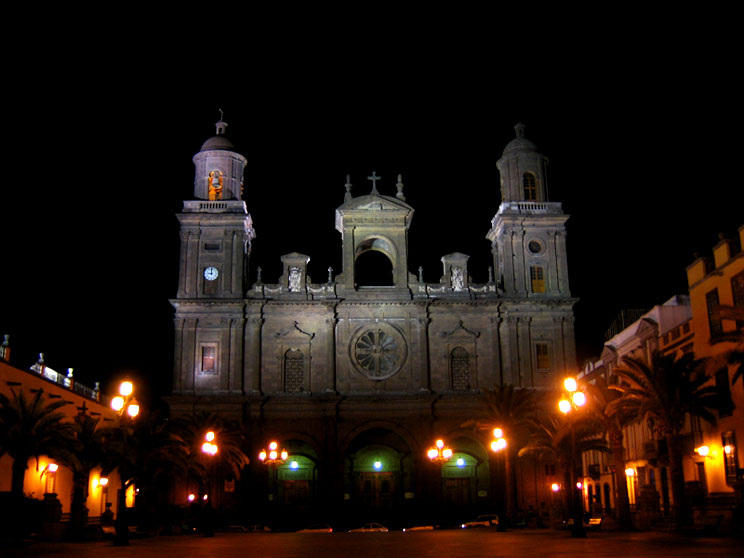
Кафедральний собор
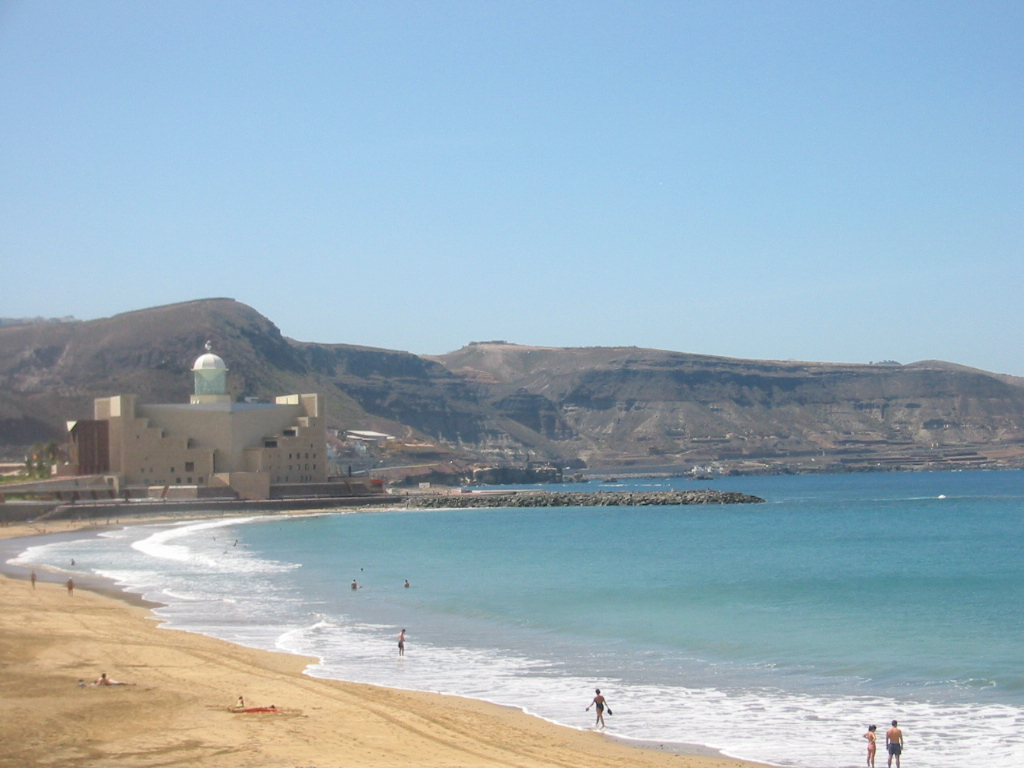
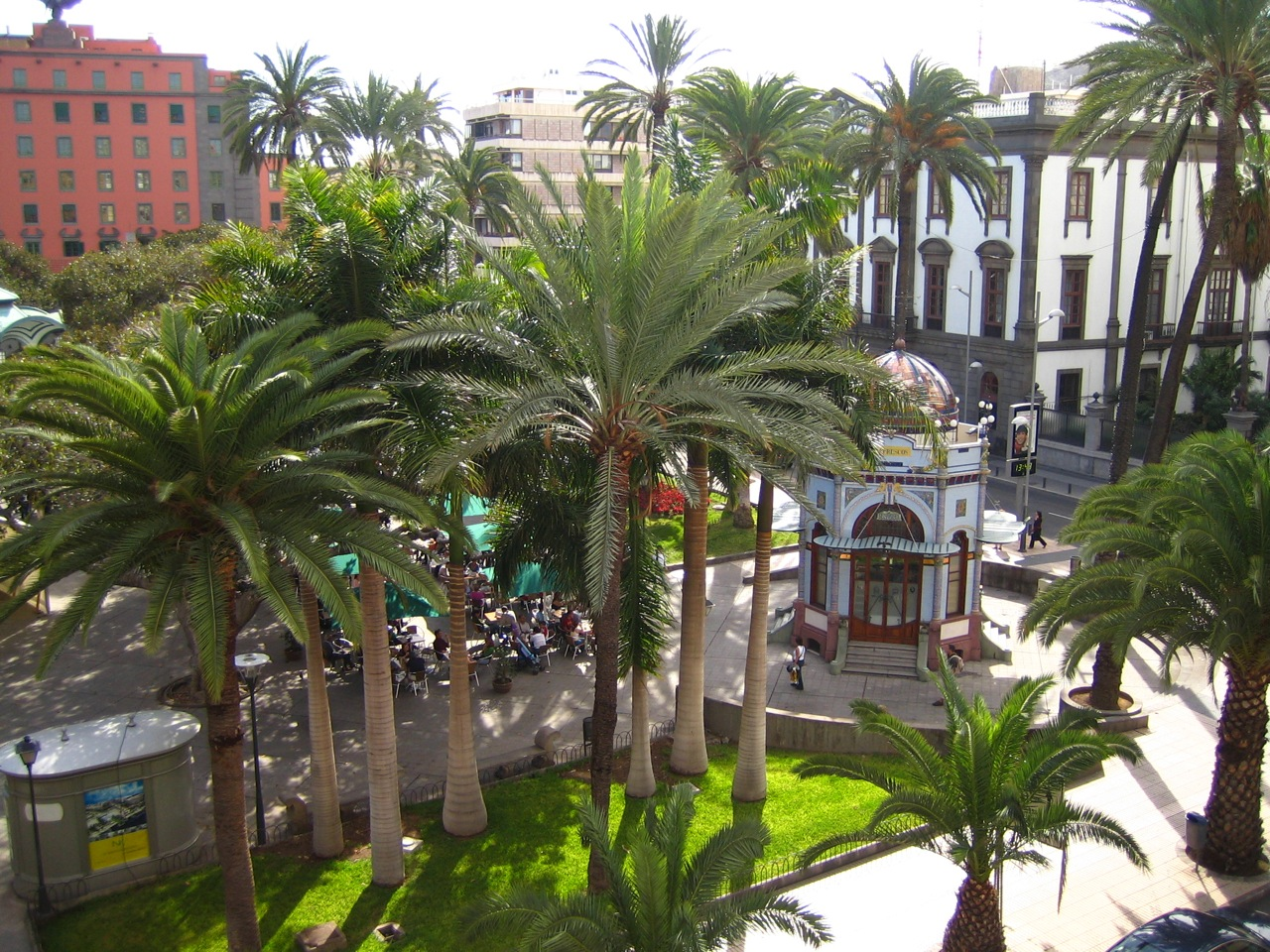
Парк
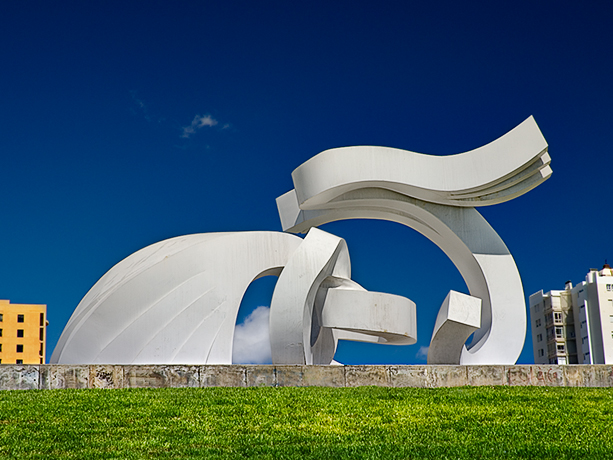